# Thalerotricha mylicella
Thalerotricha mylicella là một loài bướm đêm thuộc họ Oecophoridae. Nó được tìm thấy ở Lãnh thổ Thủ đô Úc, New South Wales, Queensland, Tasmania và Victoria.